# دار سك العملة في دنفر
دار سك العملة في دنفر (بالإنجليزية: Denver Mint)‏ هي فرع من دار السك الأمريكية سكّت أولى عملاتها المعدنية في 1 فبراير 1906 وتعمل مذن ذلك الوقت، وتسكّ العملات المعدنية للتداول، بالإضافة إلى العملات التذكارية، وتعد أكبر منتج للعملات المعدنية في العالم. تحمل العملات المعدنية المنتجة في دار سك العملة في دنفر علامة "D" (كما كانت الحال مع دار "Dahlonega"، والتي أغلقت قبل افتتاح فرع دنفر).
تأسست دار سك العملة في دنفر بموجب قانون صادر عن الكونجرس في أبريل في 21 ديسمبر 1862، افتُتحت في أواخر عام 1863 كمكتب لتحليل وتقييم العملات. وهي امتداد لشركة كلارك، جروبر وشركائهم (بالإنجليزية: Clark, Gruber and Company)‏ التي عملت في جمع الذهب وسك العملات الذهبية في البداية.
تم إدراج مبنى الدار في السجل الوطني للأماكن التاريخية في عام 1972.

اليوم، تنتج دار سك العملة في دنفر عملات تذكارية وقوالب عملات ومجموعات عملات غير متداولة. تبلغ طاقتها الإنتاجية أكثر من 50 مليون عملة في اليوم ويعمل بها حوالي 350 موظفًا.

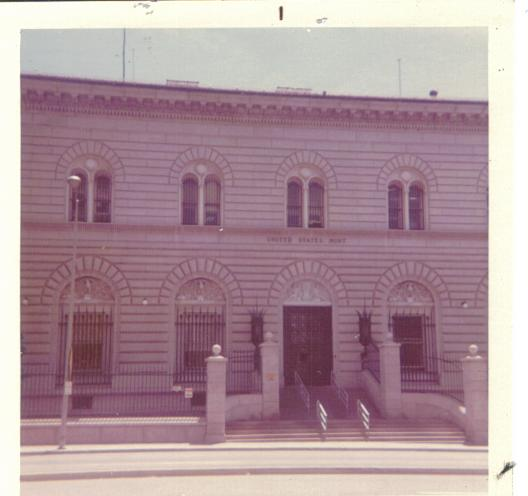
دار سك النقود في دنفر، 1972